# Reprezentacja Polski w piłce ręcznej kobiet
Reprezentacja Polski w piłce ręcznej kobiet (zwyczajowo zwana również: reprezentacją narodową, kadrą narodową, drużyną narodową) – zespół piłki ręcznej, reprezentujący Rzeczpospolitą Polską w meczach i sportowych imprezach międzynarodowych, w którym występować mogą wszystkie zawodniczki posiadające obywatelstwo polskie. Za jego funkcjonowanie odpowiedzialny jest Związek Piłki Ręcznej w Polsce.

## Udział w turniejach międzynarodowych

### Mistrzostwa świata
| 1957 | 7.  |  |
| 1962 | 7.  |  |
| 1965 | 8.  |  |
| 1971 | –   |  |
| 1973 | 5.  |  |
| 1975 | 7.  |  |
| 1978 | 6.  |  |
| 1982 | –   |  |
| 1986 | 13. |  |
| 1990 | 9.  |  |
| 1993 | 10. |  |
| 1995 | –   |  |
| 1997 | 8.  |  |
| 1999 | 11. |  |
| 2001 | –   |  |
| 2003 | –   |  |
| 2005 | 19. |  |
| 2007 | 11. |  |
| 2009 | –   |  |
| 2011 | –   |  |
| 2013 | 4.  |  |
| 2015 | 4.  |  |
| 2017 | 17. |  |
| 2019 | –   |  |
| 2021 | 15. |  |
| 2023 | 16. |  |
| 2025 |     |  |

| 1977 | 2. |  |
| 1981 | 6. |  |
| 1983 | 2. |  |
| 1985 | 7. |  |
| 1987 | 7. |  |
| 1989 | 6. |  |
| 1992 | –  |  |

### Mistrzostwa Europy
| 1994 | –   |   |
| 1996 | 11. |   |
| 1998 | 5.  |   |
| 2000 | –   |   |
| 2002 | –   |   |
| 2004 | –   |   |
| 2006 | 8.  |   |
| 2008 | –   |   |
| 2010 | –   |   |
| 2012 | –   |   |
| 2014 | 11. |   |
| 2016 | 15. |   |
| 2018 | 14. |   |
| 2020 | 14. |   |
| 2022 | 13. | " |
| 2024 | 9.  |   |
| 2026 |     |   |

### Składy
- ME 2024: Magda Balsam, Magdalena Drażyk, Adrianna Górna, Monika Kobylińska, Karolina Kochaniak-Sala, Sylwia Matuszczyk, Daria Michalak, Dagmara Nocuń, Natalia Nosek, Aleksandra Olek, Adrianna Płaczek, Aleksandra Rosiak, Aleksandra Tomczyk, Marlena Urbańska, Paulina Uścinowicz, Paulina Wdowiak, Barbara Zima, Aleksandra Zych
- MŚ 2021: Barbara Zima, Adrianna Płaczek, Monika Maliczkiewicz, Aleksandra Zimny, Monika Kobylińska, Marta Gęga, Aleksandra Rosiak, Natalia Nosek, Kinga Achruk, Romana Roszak, Oktawia Płomińska, Magda Balsam, Adrianna Górna, Dagmara Nocuń, Joanna Szarawaga, Sylwia Matuszczyk
- ME 2020: Weronika Gawlik, Adrianna Płaczek, Marta Gęga, Karolina Kochaniak, Natalia Nosek, Aleksandra Rosiak, Romana Roszak, Patrycja Świerżewska, Paulina Uścinowicz, Aleksandra Zych, Adrianna Górna, Kinga Grzyb, Aneta Łabuda, Dagmara Nocuń, Joanna Drabik, Sylwia Matuszczyk, Joanna Szarawaga
- MŚ 2017: Weronika Gawlik, Adrianna Płaczek, Kinga Achruk, Monika Kobylińska, Joanna Kozłowska, Aleksandra Zych, Karolina Kudłacz-Gloc, Sylwia Lisewska, Romana Roszak, Monika Michałów, Ewa Urtnowska, Adrianna Górna, Kinga Grzyb, Katarzyna Janiszewska, Daria Zawistowska, Joanna Drabik, Joanna Szarawaga, Hanna Rycharska
- ME 2016: Joanna Drabik, Kamila Szczecina, Katarzyna Janiszewska, Agnieszka Kowalska, Patrycja Królikowska, Kinga Grzyb, Marta Gęga, Monika Kobylińska, Joanna Kozłowska, Ewa Andrzejewska, Natalia Nosek, Emilia Galińska, Kinga Achruk, Alina Wojtas
- MŚ 2015: Monika Kobylińska, Monika Stachowska, Iwona Niedźwiedź, Joanna Gadzina, Agnieszka Kocela, Weronika Gawlik, Karolina Kudłacz-Gloc, Klaudia Pielesz, Aleksandra Zych, Aneta Łabuda, Karolina Zalewska, Hanna Sądej, Anna Wysokińska, Małgorzata Stasiak, Patrycja Kulwińska, Kinga Achruk
- ME 2014: Małgorzata Gapska, Monika Stachowska, Iwona Niedźwiedź, Karolina Siódmiak, Marta Gęga, Agnieszka Kocela, Kinga Grzyb, Karolina Kudłacz, Katarzyna Janiszewska, Klaudia Pielesz, Aleksandra Zych, Joanna Drabik, Karolina Zalewska, Alina Wojtas, Anna Wysokińska, Izabela Prudzienica, Patrycja Kulwińska, Kinga Byzdra
- MŚ 2013: Małgorzata Gapska, Anna Wysokińska, Iwona Niedźwiedź, Karolina Siódmiak, Małgorzata Stasiak, Kinga Byzdra, Kinga Grzyb, Katarzyna Koniuszaniec, Karolina Kudłacz, Alina Wojtas, Karolina Semeniuk-Olchawa, Karolina Szwed-Ørneborg, Monika Migała, Agnieszka Jochymek, Monika Stachowska, Patrycja Kulwińska
- MŚ 2007: Magdalena Chemicz, Iwona Łącz, Małgorzata Sadowska, Kinga Byzdra, Ewa Damięcka, Izabela Duda, Katarzyna Duran, Aleksandra Jacek, Dagmara Kowalska, Karolina Kudłacz, Małgorzata Majerek, Dorota Malczewska, Kinga Polenz, Klaudia Pielesz, Agnieszka Wolska, Kaja Załęczna
- MŚ 2005: Magdalena Chemicz, Sabina Kubisztal, Iwona Łącz, Iwona Błaszkowska, Ewa Damięcka, Joanna Dworaczyk, Aleksandra Jacek, Marzena Kot, Dagmara Kowalska, Karolina Kudłacz, Magdalena Młot, Kinga Polenz, Karolina Siódmiak, Hanna Strzałkowska, Iwona Szafulska, Sabina Włodek, Agnieszka Wolska, Agata Wypych
- MŚ 1999: Magdalena Chemicz, Iwona Pabich, Krystyna Wasiuk, Iwona Błaszkowska, Izabela Czapko, Anna Ejsmont, Anna Garwacka, Agnieszka Golińska, Joanna Jurkiewicz, Monika Marzec, Agnieszka Matuszewska, Aleksandra Pawelska, Justyna Sebrala, Agnieszka Truszyńska, Sabina Włodek, Renata Żukiel
- MŚ 1997: Iwona Łącz, Iwona Pabich, Monika Wicha, Izabela Czapko, Anna Garwacka, Joanna Jurkiewicz, Agnieszka Matuszewska, Aleksandra Pawelska, Sylwia Pociecha, Ewa Salbert, Justyna Sebrala, Sabina Soja, Monika Studzińska, Katarzyna Szklarczuk, Agata Szukiełowicz, Renata Żukiel
- MŚ 1993: Alicja Główczak, Izabela Kowalewska, Dorota Sobolewska, Iwona Budzyńska, Anna Ejsmont, Anna Garwacka, Sławomira Jezierska, Małgorzata Jędrzejczak, Bożena Karkut, Alicja Klonowska, Mirella Mierzejewska, Iwona Nabożna, Mariola Tułaj, Agnieszka Zienkiewicz, Renata Żukiel
- MŚ 1990: Dorota Gliszczyńska, Alicja Główczak, Zofia Chrószcz, Anna Garwacka, Ewa Głażewska, Bożena Gniedziuk, Bożena Karkut, Alicja Klonowska, Wioletta Luberecka, Violetta Malczak, Mirella Mierzejewska, Jolanta Pietras, Ewa Szeląg, Jadwiga Szpoton
- MŚ 1986: Bogusława Dąbrowska, Alicja Główczak, Barbara Stasiak, Zofia Chrószcz, Zofia Figas, Bożena Gniedziuk, Alicja Kaleta, Violetta Malczak, Iwona Nabożna, Maria Osmola, Jolanta Pietras, Dorota Rosińska, Renata Tutkowska, Bożena Walasek, Jadwiga Żak

## Najwybitniejsze zawodniczki w historii
- Izabela Czapko
- Anna Ejsmont
- Bożena Gniedziuk
- Bożena Karkut
- Dagmara Kowalska z d. Kot
- Izabela Kowalewska
- Danuta Litwin
- Wioletta Luberecka
- Iwona Łącz
- Małgorzata Majerek
- Monika Marzec z d. Studzińska
- Agnieszka Matuszewska-Kaja
- Mirella Mierzejewska
- Iwona Nabożna
- Iwona Pabich
- Maria Władysława Piotrowska z d. Paździor
- Agnieszka Truszyńska
- Sabina Włodek z d. Soja
- Teresa Zielewicz
- Teresa Żurowska

## Selekcjonerzy
Źródło
- Antoni Szymański (1951–1953)
- Tadeusz Breguła (1953–1956)
- Władysław Stawiarski (1956–1959)
- Edward Surdyka (1960–1965)
- Józef Zając (1966–1969)
- Paweł Wiśniowski (1969–1971)
- Leon Nosila (1971–1973)
- Zygmunt Jakubik (1973–1977)
- Mieczysław Kiegiel (1977–1979)
- Tadeusz Wadych (1980–1982)
- Bogdan Cybulski (1982–1986)
- Jerzy Noszczak (1987–1994)
- Jerzy Ciepliński (1994–2000)
- Marek Karpiński (2000–2003)
- Zygfryd Kuchta (2003–2006)
- Jerzy Ciepliński (2006)
- Zenon Łakomy (2006–2008)
- Dagobert Leukefeld (2008) – pomimo oficjalnej nominacji nie zdecydował się podpisać umowy[3]
- Krzysztof Przybylski (2008–2010)
- Kim Rasmussen (2010–2016)
- Leszek Krowicki (2016–2019)
- Arne Senstad (2019–)

## Ważne mecze
- Igrzyska olimpijskie:
  - nie zakwalifikowała się ani razu
- Mistrzostwa świata na hali:
  - Debiut w MŚ: Belgrad, 13 lipca 1957 Jugosławia – Polska 11:3 (5:0) (MŚ Jugosławia 1957)
  - Pierwsze zwycięstwo w MŚ: Virovitica, 17 lipca 1957 Polska – Szwecja 4:1 (?:?) (MŚ Jugosławia 1957)
  - Najwyższe zwycięstwo w MŚ: Zrenjanin, 7 grudnia 2013 Polska – Paragwaj 40:6 (19:4) (MŚ Serbia 2013)
  - Najwyższa porażka w MŚ: Kijów, 3 grudnia 1975 Polska – NRD 6:24 (4:9) (MŚ ZSRR 1975)
- Mistrzostwa Europy:
  - Debiut w ME: Brøndby, 6 grudnia 1996 Węgry – Polska 21:19 (10:10) (ME Dania 1996)
  - Pierwsze zwycięstwo w ME: Herning, 13 grudnia 1996 Polska – Litwa 30:27 po dogr. (23:23, 11:11) (ME Dania 1996)
  - Najwyższe zwycięstwo w ME: ’s-Hertogenbosch, 17 grudnia 1998 Polska – Macedonia 27:15 (13:8) (ME Holandia 1998)
  - Najwyższa porażka w ME: Göteborg, 13 grudnia 2006 Węgry – Polska 37:21 (16:9) (ME Szwecja 2006)

## Rekordzistki

### Najwięcej meczów
1. Kinga Grzyb – 266
2. Bożena Gniedziuk – 241[4]

### Najwięcej bramek
1. Karolina Kudłacz-Gloc – 983
2. Kinga Grzyb – 728
3. Mirella Mierzejewska – 708[5]

## Aktualna kadra
Szeroki skład na Mistrzostwa Europy 2024.